# Austrophorocera alba
Austrophorocera alba là một loài ruồi trong họ Tachinidae.